# Río Danto
El río Danto,  es un río hondureño que desemboca en la costa caribeña del norte del país, al oeste de la ciudad de La Ceiba en el departamento de Atlántida.